# 羅薩里奧 (烏拉圭)

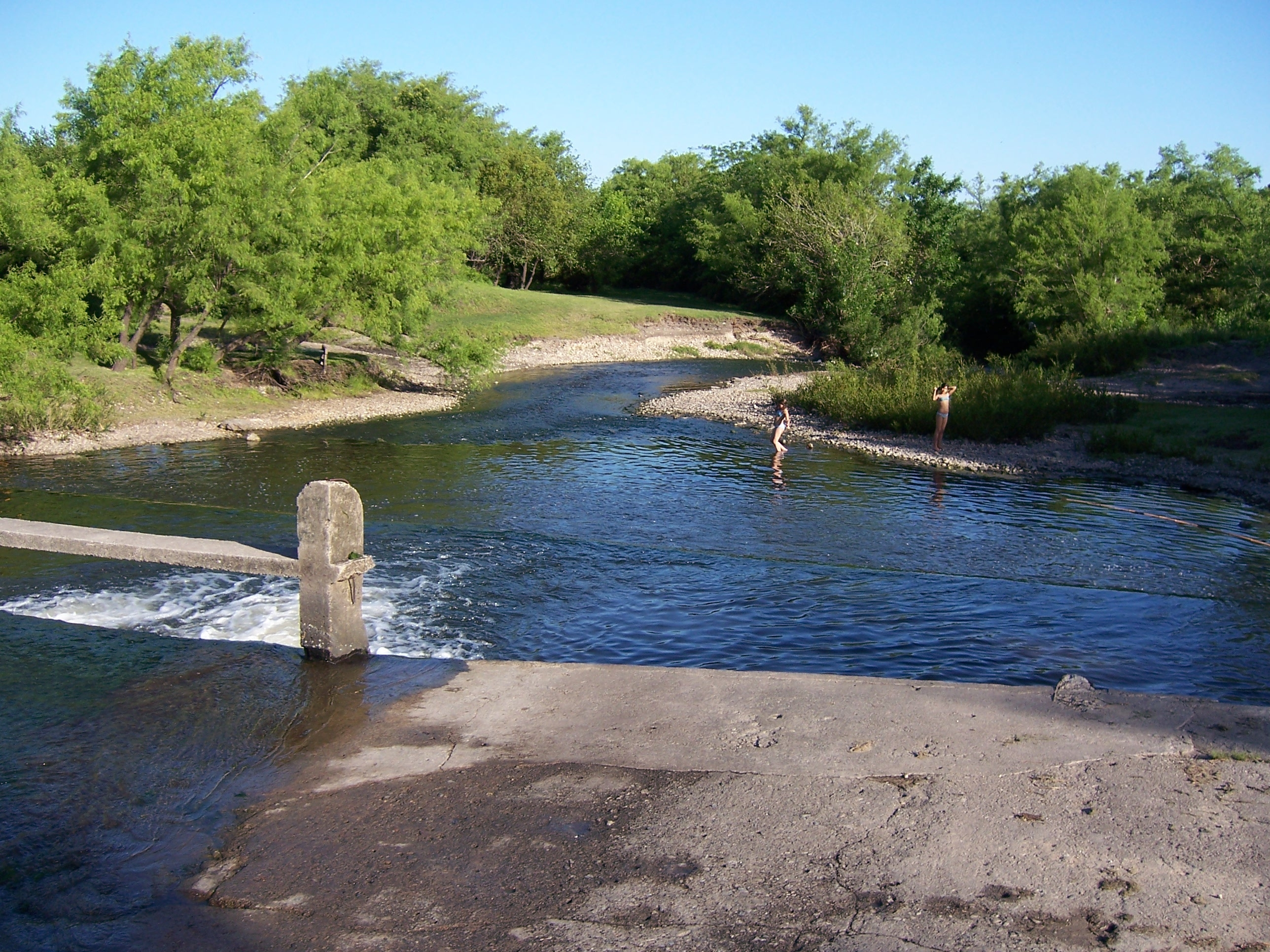

羅薩里奧是烏拉圭的城市，由科洛尼亞省負責管轄，位於該國西南部，距離首府科洛尼亞德爾薩克拉門托51公里，始建於1775年1月24日，海拔高度18米，2004年人口9,311。

## 外部連結
- La Microrregión del Rosario （西班牙文）
- Rosario at fallingrain.com （页面存档备份，存于）
- INE map of Rosario （页面存档备份，存于）